# Gans-rijder
De gans-rijder is een bronzen standbeeld van een paard en ruiter en een gans, geplaatst op een arduinen sokkel in het Vlaamse Ekeren. Dit beeld is in 2016 door de Kalmthoutse kunstenaar Raf Thys gemaakt voor het tienjarige bestaan van de ganzenrijdersvereniging De Lustige Gans aldaar.

## Beschrijving
Het tussen de 150 en 200 kilo wegende bronzen beeld is op zijn sokkel van arduin 2,35 m hoog. Het lijkt van ver op een vrij klassiek ruiterstandbeeld van een gansrijder die triomfeert met in een hand de kop van de gans, maar van dichtbij toont het beeld een groot aantal afwijkende details: de ruiter heeft een ganzenkop, een ganzenpoot en een ganzenvleugel en het paard heeft veren, zodat paard, ruiter en gans naadloos in elkaar overgaan. Ook Ekeren is herkenbaar door de takken van een eik die in het beeld verwerkt zijn: volgens de annalen heeft Ekeren zijn naam aan zo'n eik te danken. Een poot van het paard heeft een aker in plaats van een hoef. Het geheel staat op zogenaamde aardkluiten die de vette poldergrond voorstellen.

## Achtergrond

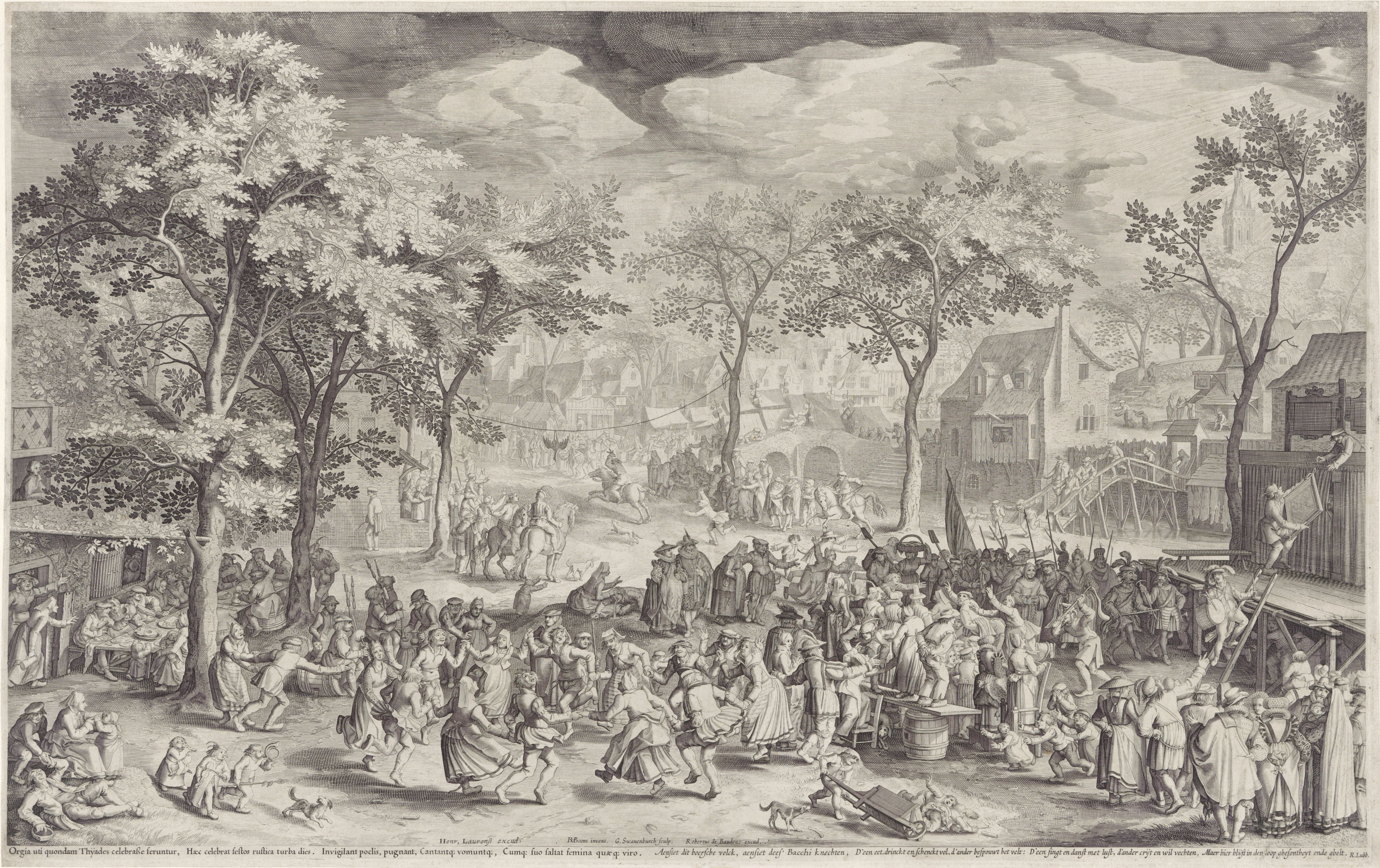
Een dorpskermis in ca 1610, met op de achtergrond een wedstrijd gansrijden.

Het gansrijden is een oude traditie in Ekeren dat voor het laatst in 1927 gehouden werd. Gansrijden is immaterieel erfgoed in de Antwerpse polderdorpen, maar sinds 1927 werd decennialang getwijfeld of Ekeren wel een polderdorp was en werd het uitgesloten van de regionale kampioenschappen.
In 2007 werd officieel duidelijk dat Ekeren wel degelijk een typische polderdorp was en mocht het weer meedoen aan de traditie. Prompt werd toen ganzenrijdersvereniging De Lustige Gans opgericht.
In 2016 werd het tienjarig bestaan van deze vereniging gevierd en zou voor de gelegenheid een standbeeld gemaakt worden. Hiervoor werd Raf Thys uitgenodigd, maar hij kende het gansrijden enkel van horen zeggen. Daarom werd hij ter kennismaking en inspiratie in het Ekerse gansrijden-evenement betrokken.

## Varia

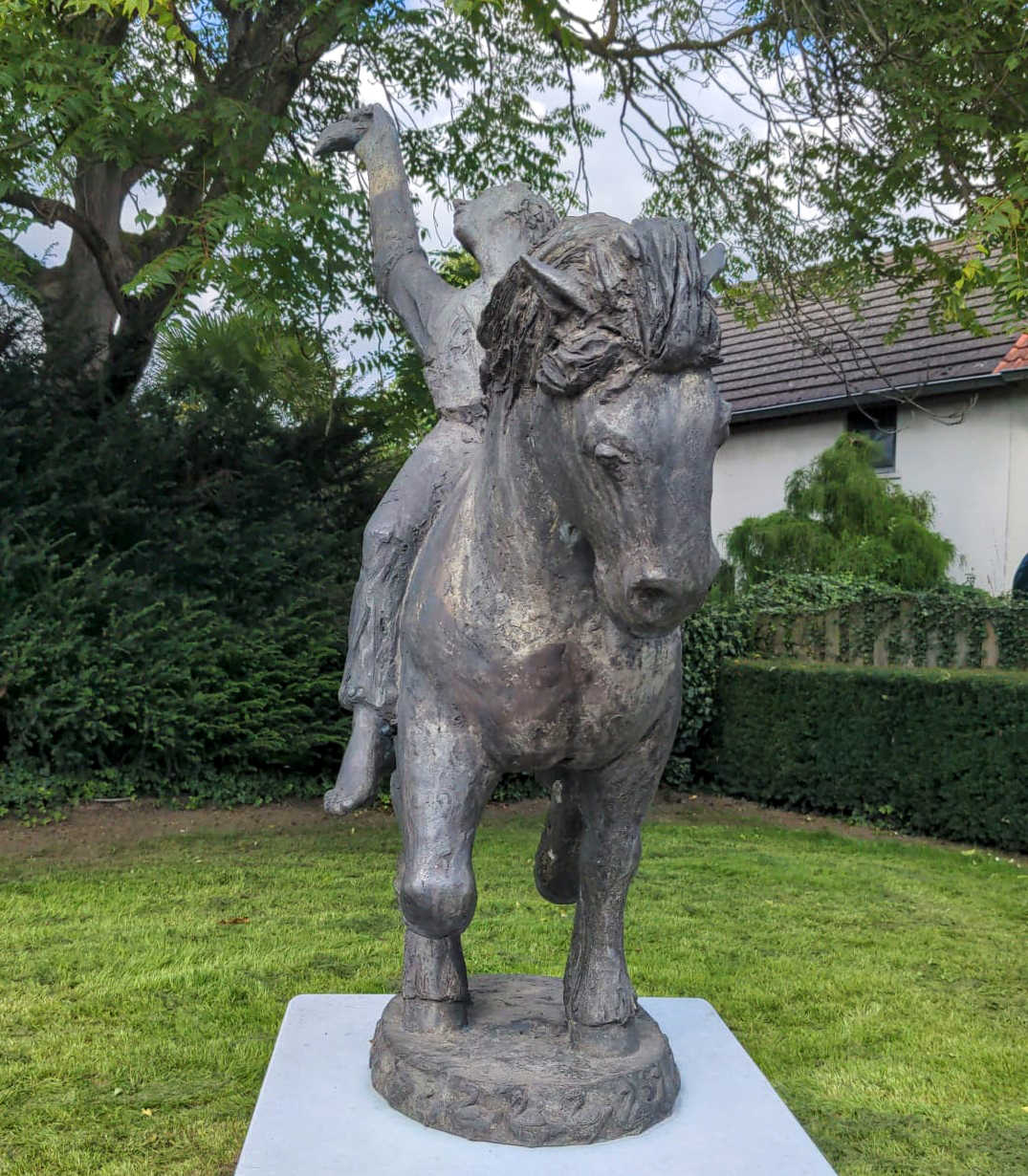
Standbeeld van een ganzenrijder in Grevenbicht.

Het beeld van de ganzenrijder in Ekeren is niet het enige. Ook in Stabroek staat een standbeeld van een ganzenrijder, alsook in het Nederlandse Grevenbicht. In Hoevenen staat op naam van de Koninklijke Ganzenrijders aldaar een standbeeld van een gans in koningsdracht.